# Dankovci
Dankovci – wieś w Słowenii, w gminie Puconci. W 2018 roku liczyła 138 mieszkańców.